# Guarantã
A guarantã (Esenbeckia leiocarpa Engl.) é uma árvore da família Rutaceae. Apresenta ampla distribuição nas regiões da Mata Atlântica, ocorrendo de forma restrita em florestas primárias. É intolerante ao sol quando jovem.